# Anisochora chardonii
Anisochora chardonii är en svampart som beskrevs av Orejuela 1941. Anisochora chardonii ingår i släktet Anisochora och familjen Phyllachoraceae.   Inga underarter finns listade i Catalogue of Life.